# Camponotus floridanus
Camponotus floridanus är en myrart som först beskrevs av Buckley 1866.  Camponotus floridanus ingår i släktet hästmyror, och familjen myror. Inga underarter finns listade.

## Bildgalleri

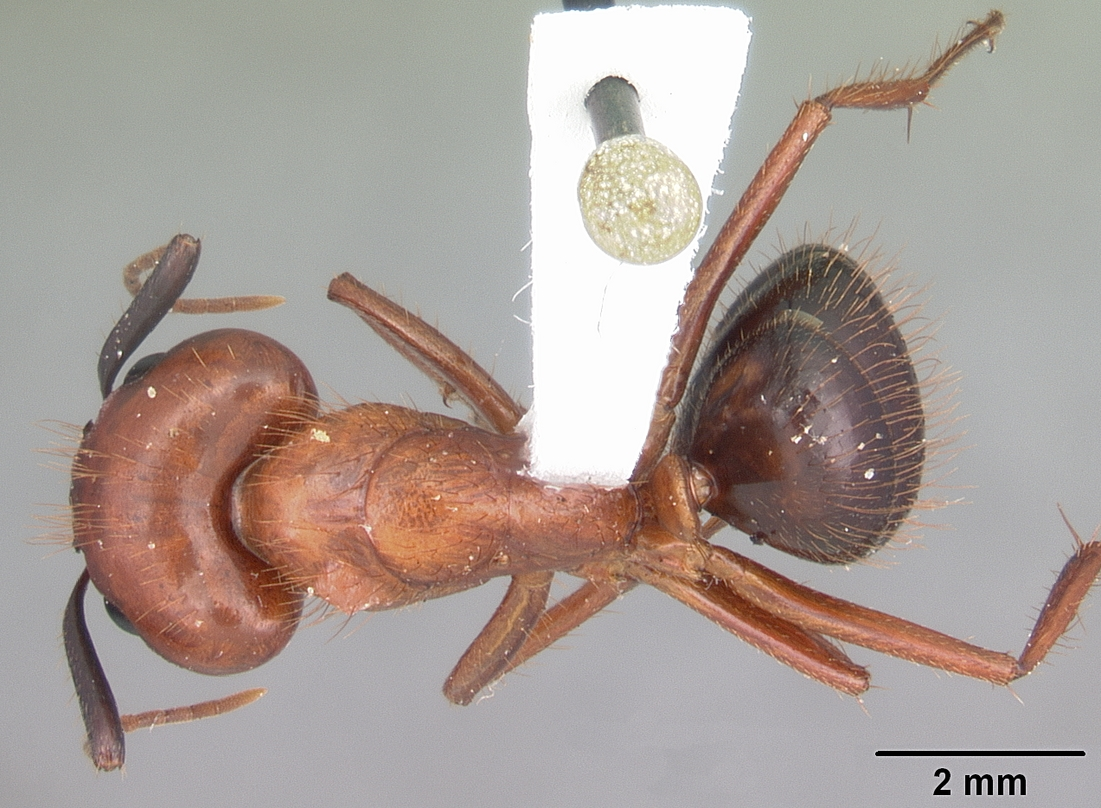
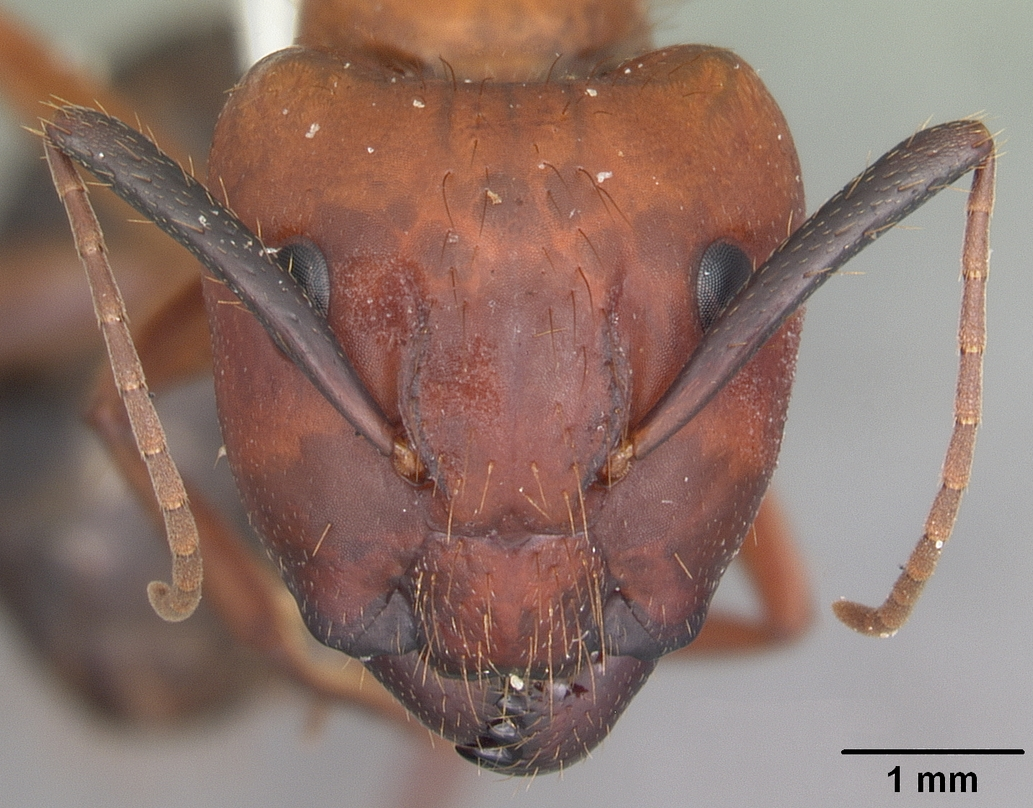
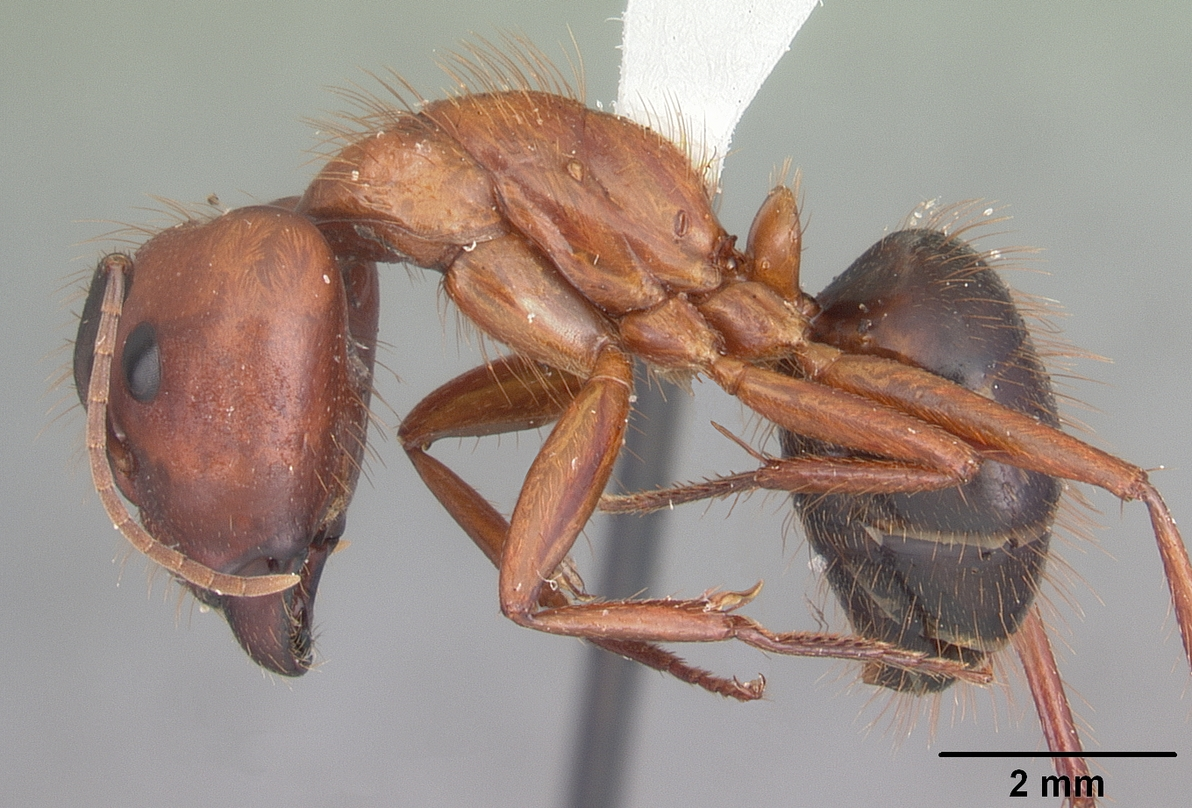
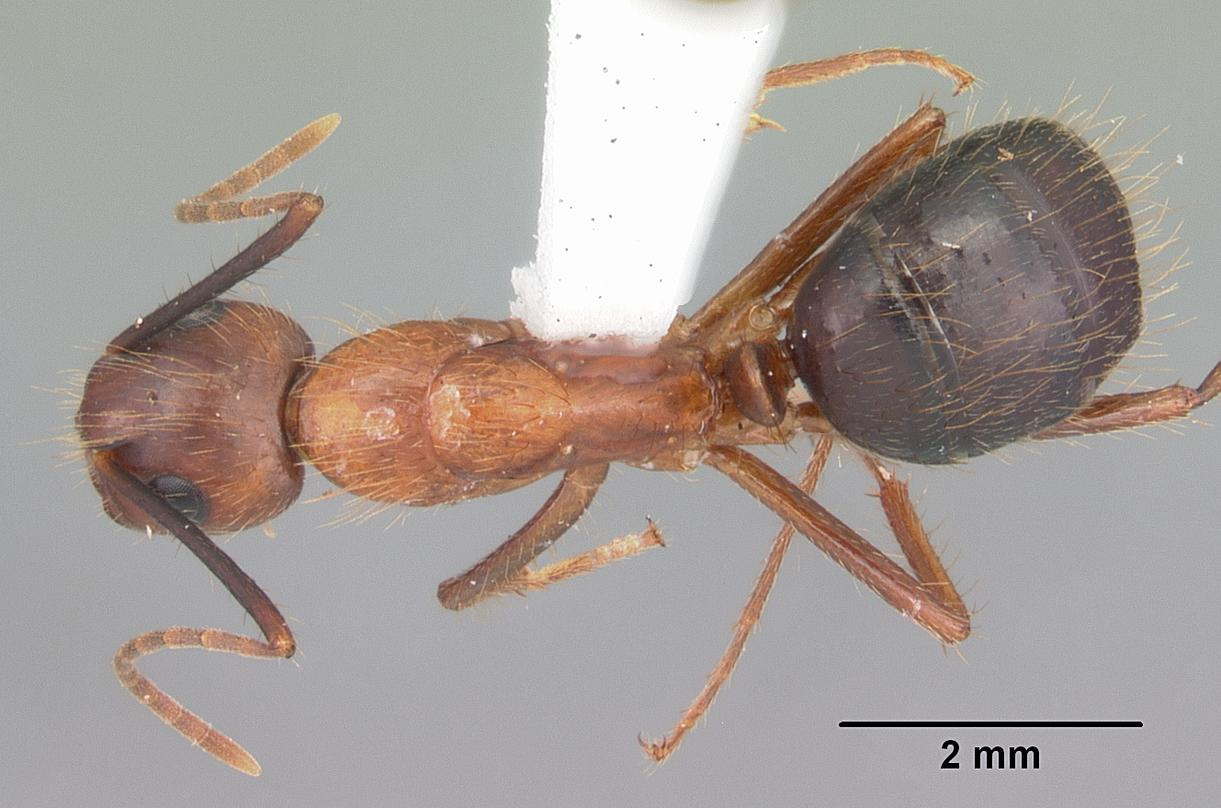
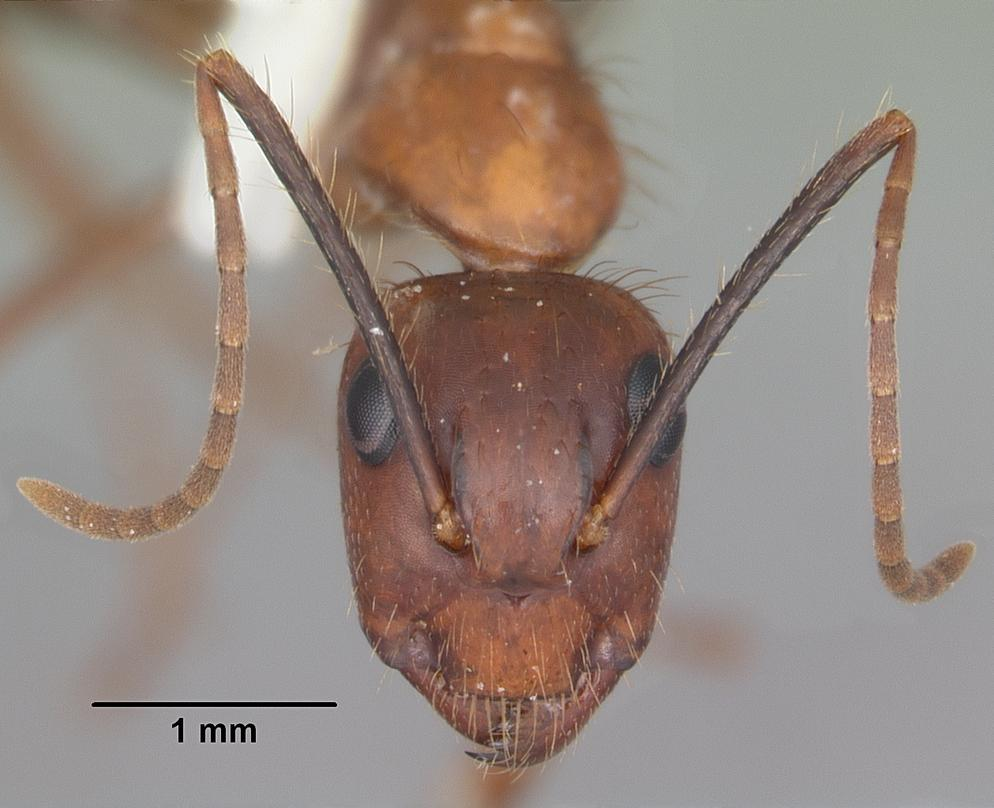